# دانبریج (اوهایو)
دانبریج (به انگلیسی: Dunbridge) یک منطقهٔ مسکونی در ایالات متحده آمریکا است که در شهرستان وود، اوهایو واقع شده‌است.